# توماس يوجين إيفرهارت
توماس يوجين إيفرهارت (بالإنجليزية: Thomas Eugene Everhart)‏ هو فيزيائي أمريكي، ولد في 15 فبراير 1932 في كانساس سيتي في الولايات المتحدة.

## وصلات خارجية
- توماس يوجين إيفرهارت على موقع إن إن دي بي (الإنجليزية)